# 1975 ve filmu

## Československé filmy
- Můj brácha má prima bráchu (režie: Stanislav Strnad)
- Páni kluci (režie: Věra Plívová-Šimková)
- Romance za korunu (režie: Zbyněk Brynych)

## Zahraniční filmy
- Čelisti (režie: Steven Spielberg)
- Přelet nad kukaččím hnízdem (režie: Miloš Forman)
- Strach nad městem (režie: Henri Verneuil)
- Šimon a Matouš (režie: Giuliano Carmineo)
- Tři dny Kondora (režie: Sydney Pollack)
- Vůně cibule (režie: Enzo G. Castellari)